# Job for a Cowboy
A Job for a Cowboy (jelentése: "Munka egy cowboynak") egy 2003-ban alakult, amerikai death metal (korábban deathcore) zenekar. Tagok: Jonny Davy, Al Glasman, Nick Schendzielos és Tony Sannicandro.
2003-ban alakultak meg az arizonai Glendale-ben. Jelenleg Davy az egyetlen olyan tag, aki a kezdetektől fogva benne van a zenekarban. Zenei hatásukként a Cattle Decapitation-t, a Psycroptic-ot és a Misery Index-et jelölték meg.

## Diszkográfia

### Stúdióalbumok
- Genesis (2007)
- Ruination (2009)
- Demonocracy (2012)
- Sun Eater (2014)